# Basaltspalte von Tieschen

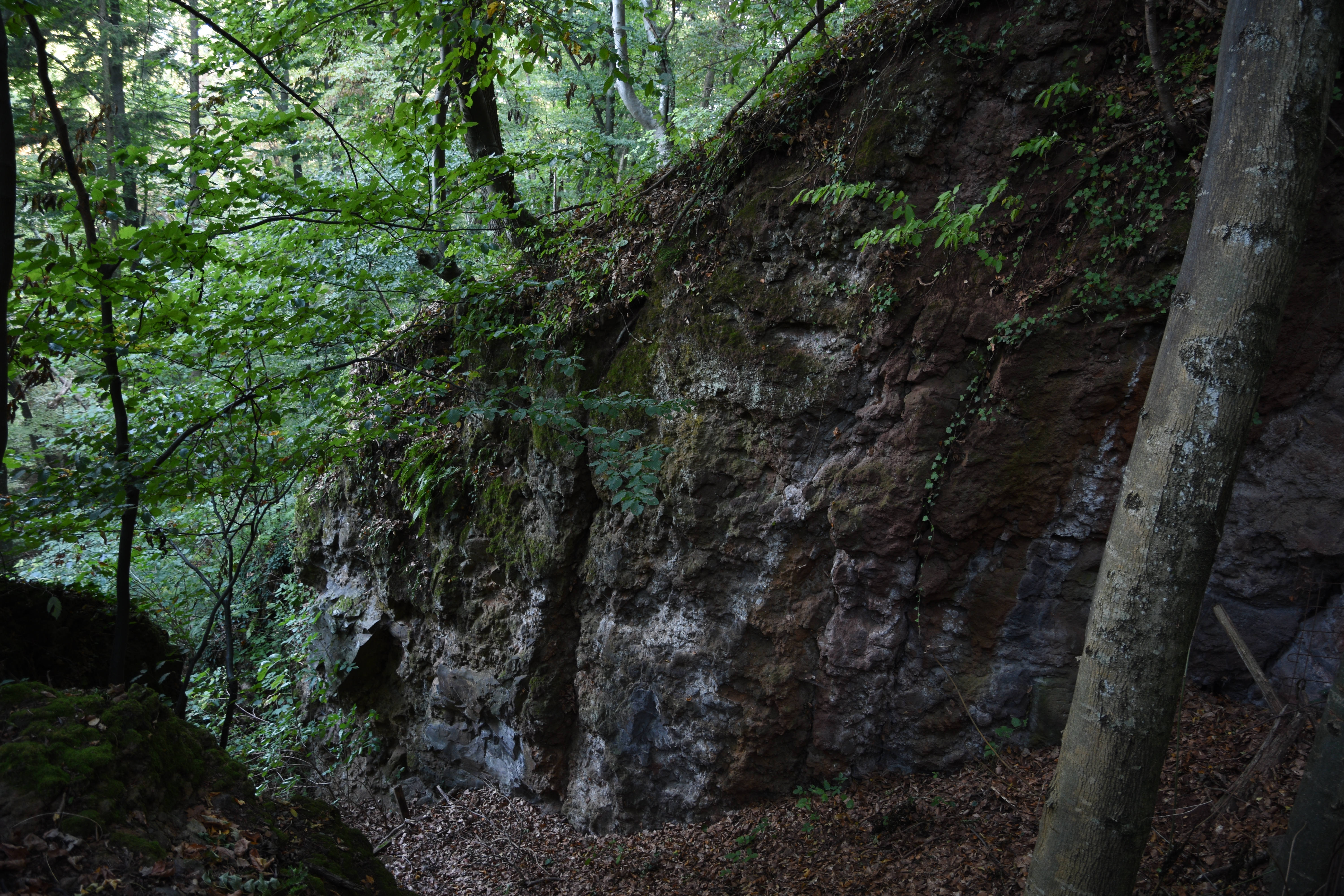
Basaltspalte in Pichla

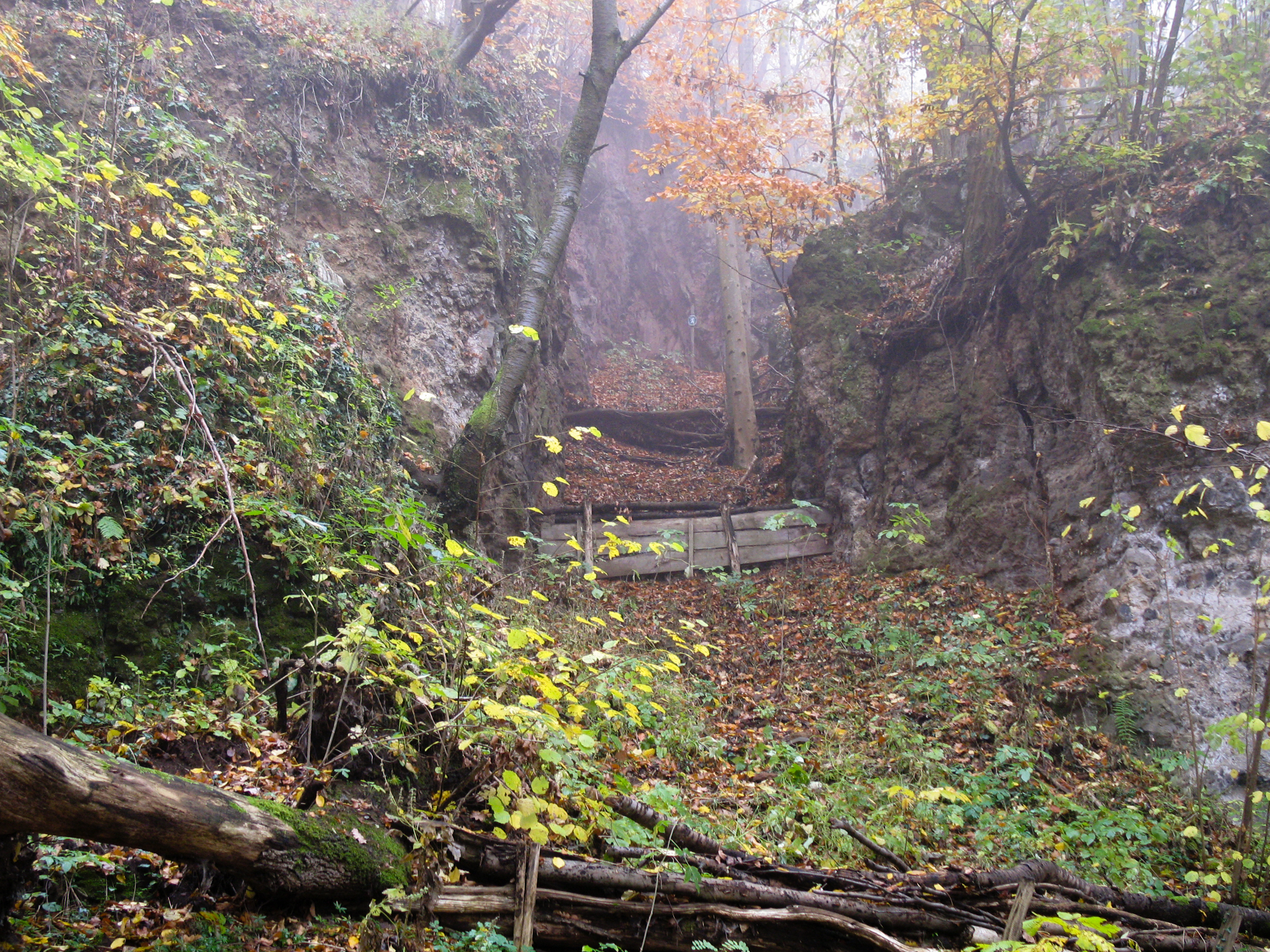
Bsaltspalte von unten fotografiert

Die Basaltspalte von Tieschen ist Teil des Auswurfmaterials eines erloschenen Vulkans in Tieschen in der Steiermark, Österreich.

## Lage
Die Basaltspalte ist Teil des Grundstücks GSt 36/27 und liegt auf etwa 361 m ü. A. im Gebiet der Katastralgemeinde Pichla in der Marktgemeinde Tieschen im Bezirk Südoststeiermark, Österreich. Die Spitze des Königsbergs (462 m ü. A., ehemaliger Vulkan) befindet sich etwa 200 Meter Luftlinie nordwestlich. Das Dorfzentrum von Tieschen (260 m ü. A.) etwa 800 Meter Luftlinie westlich.

## Entstehung
Durch Eruptionen ausgeworfene und langsam austretende Lavaströme bauten sich vor ca. 16 Millionen Jahren in der Südoststeiermark mehrere Vulkane auf. Dünnflüssige Lava, die nach ihrem Aufstieg an die Erdoberfläche rasch erkaltete, erstarrte zu Basalt, wobei im Lauf der Zeit viele Schichten riesige Basaltstöcke entstehen ließen. Die Basaltspalte von Tieschen stellt einen derartigen Basaltstock dar, der heute unter Naturschutz steht. Durch den Abbau des Basalts zu Beginn des 20. Jahrhunderts entstand der hier bestehende Geländeeinschnitt. Es sind auch heute noch Bohrlöcher im Gestein zu erkennen.
Etwas vor der Basaltspalte wird auf einen Fremdgesteinseinschluss (Xenolith) hingewiesen. Dieser rötliche Fremdgesteinseinschluss stammt aus der Erdkruste und wurde mit dem Magma des Vulkans nach oben transportiert.